# Kill Switch (videogioco)
Kill Switch è un videogioco sviluppato e distribuito da Namco nel 2004.

## Trama
Nel gioco si vestiranno i panni di un soldato la cui memoria è stata cancellata e che viene inviato da una misteriosa organizzazione in varie zone del globo per scatenare un nuovo conflitto mondiale. Mano a mano che le missioni si susseguono però, il protagonista comincia ad avere ricordi della sua vita passata che lo porteranno a ribellarsi a tale organizzazione.

## Modalità di gioco
Kill Switch è uno dei primi videogiochi in cui viene impiegato un sistema di copertura per affrontare i PNG avversari. Il giocatore, per poterli affrontare, deve forzatamente ripararsi dietro numerosi ripari e aprire il fuoco al momento più opportuno. Dietro suddetti ripari si avrà anche la possibilità di sparare alla cieca per impedire l'avanzamento dei nemici. L'arsenale è di vario genere, ed include al suo interno mitra, fucili d'assalto, mitragliatrici pesanti, granate e fucili di precisione.

## Accoglienza
Il gioco è stato giudicato positivamente dalla critica per quanto concerne l'intelligenza artificiale degli avversari, la grafica, il sistema di controllo, il sonoro e la meccanica di copertura, mentre è stato giudicato negativamente per la ripetitività dell'azione, il controllo dell'inquadratura e per la brevità della modalità principale.